# Cyaniris semisebrus
Cyaniris semisebrus är en fjärilsart som beskrevs av Turati 1919. Cyaniris semisebrus ingår i släktet Cyaniris och familjen juvelvingar. Inga underarter finns listade i Catalogue of Life.